# Panika roku 1847
Panika 1847 – panika, która zaczęła się od zapaści brytyjskich rynków finansowych związanych z boomem kolejowym, który miał miejsce pod koniec lat 40. XIX wieku. Bank Anglii musiał zażądać uchylenia Aktu Bankowego (Bank Charter Act, popularnie zwany ustawą Peela), by zażegnać kryzys. Był on wywołany nadmierną inflacją pieniężną, za którą odpowiedzialny był Bank Anglii i system rezerw cząstkowych.
Panika 1847 wyeliminowała z rynku ogromną liczbę firm handlowych o złej kondycji finansowej, a warunki dla handlu stały się bardziej stabilne i przewidywalne. Sytuacja taka utrzymywała się do końca 1855 roku.
Jesús Huerta de Soto, przedstawiciel szkoły austriackiej, wyjaśnia tę panikę, opierając się na austriackiej teorii cyklu koniunkturalnego.

Począwszy od 1840 roku, ekspansja kredytowa powróciła do Wielkiej Brytanii i rozprzestrzeniła się na Francję i Stany Zjednoczone. Zbudowano tysiące mil torów, a giełda weszła w okres nieprzerwanego rozwoju, sprzyjającego zwłaszcza akcjom towarzystw kolejowych. Rozpoczął się w ten sposób ruch spekulacyjny, który trwał aż do 1846 roku, kiedy Wielką Brytanię ogarnął kryzys gospodarczy. Warto zauważyć, że 19 lipca 1844 roku Anglia przyjęła staraniem Peela ustawę bankową, która zakazywała emisji banknotów niemających stuprocentowego pokrycia w złocie. Zapisu takiego nie wprowadzono jednak w odniesieniu do depozytów i pożyczek, których wolumen wzrósł pięciokrotnie w ciągu zaledwie dwóch lat, co wyjaśnia upowszechnianie się spekulacji i dotkliwość kryzysu jaki wybuchł w 1846 roku.

## Wpływ na szkołę obiegu pieniężnego
Tuż po uchwaleniu ustawy Peela, Bank Anglii, mimo że zastosował się do obowiązujących nowych zasad dotyczących ograniczeń emisji banknotów, rozpoczął zakrojoną na szeroką skalę ekspansję działalności depozytowej. Ekspansja kredytowa przyczyniła się do powstania „bańki spekulacyjnej”, która z kolei spowodowała spadek rezerw pieniądza kruszcowego Banku Anglii oraz zrodziła ogromną panikę na rynku w 1847 roku. Przepis ustawy Peela mówiący o konieczności posiadania przez banki stuprocentowej rezerwy w złotym kruszcu został uchylony, by wspomóc bank centralny i jego oddziały, podważając tym samym zasadność wprowadzenia tego ograniczenia.
Kryzys z 1847 roku uderzył w reputację szkoły obiegu pieniężnego. Jednakże, jak podkreślali Rothbard i Mises, winą nie należy obarczać jej głównych doktryn, a raczej błędne założenie dotyczące rozróżnienia banknotów i depozytów. Niemniej fakt, iż system bankowy poniósł klęskę tuż po jego reformie, spowodował, że można było wysnuć błędne wnioski o błędności teorii oraz o tym, że ograniczenie banku centralnego prowadzi wprost do katastrofy gospodarczej.